# Silvano Montevecchi
Silvano Montevecchi (né le 31 mars 1938 à Villa San Giorgio et mort le 27 septembre 2013  à Imola) est un prélat catholique italien, évêque d'Ascoli Piceno de 1997 à 2013.

## Biographie
Silvano Montevecchi est ordonné prêtre en 1966. Le 12 février, il est nommé évêque d'Ascoli Piceno, diocèse demeuré vacant depuis le transfert de Mgr Mazzoni à l'archidiocèse de Gaète. Mgr Montevecchi reçoit la consécration épiscopale le 4 octobre 1997 des mains de Mgr Silvestrini. Il fait son entrée dans son diocèse, le 25 octobre suivant.
Il meurt d'une méningite virale. Ses obsèques sont célébrées à la cathédrale de Faenza le 2 octobre 2013.

## Source de la traduction
- (de) Cet article est partiellement ou en totalité issu de l’article de Wikipédia en allemand intitulé « Silvano Montevecchi » (voir la liste des auteurs).